# Heiermann
Die Bezeichnung Heiermann wurde in manchen Gegenden Deutschlands umgangssprachlich für das 5-Mark-Stück verwendet. Das Wort entstand wohl Anfang des 20. Jahrhunderts im norddeutschen Sprachraum und breitete sich von dort aus.
Vereinzelt (in Krefeld) soll zudem das 50-Pfennig-Stück als „Heiermännchen“ bezeichnet worden sein.

## Herkunft des Begriffes
Über den Ursprung des Begriffes gibt es mehrere Vermutungen. Die etymologisch am besten abgesicherte Variante besagt, dass der Begriff aus dem hebräischen Buchstaben ה („He“, in jiddischer Aussprache „Hey“) entstanden sei. Im Hebräischen steht jeder Buchstabe bereits seit biblischen Zeiten auch für eine Zahl, wobei das ה („He“) als fünfter Buchstabe des Alphabets für „fünf“ steht. 
Weitere verbreitete Herleitungen beziehen sich einerseits auf den Begriff Heuer: Um 1900 waren fünf Goldmark ein gängiger Betrag, den Seeleute als Handgeld erhielten. Andererseits soll – so wird aus dem Rotlichtmilieu kolportiert – in den frühen 1950er-Jahren die DM eine so hohe Kaufkraft gehabt haben, dass Seeleute auf der Hamburger Reeperbahn für fünf Mark in ein Bordell gehen konnten. Da „heia machen“ in manchen Dialekten „schlafen“ bedeutet, habe man das Fünfmarkstück „Heiermann“ (Heiamann) genannt; dazu passt allerdings nicht, dass der Ausdruck schon Anfang des 20. Jahrhunderts benutzt wurde.
Erklärungsversuche, die den Namen vom ehemaligen Bundespräsidenten Gustav Heinemann ableiten wollen, sind unplausibel, da dieser nie auf einer Münze abgebildet war und zudem der Begriff schon lange vor dem Amtsantritt Heinemanns (1969) geläufig war.

## Einzelnachweis
1. 1 2  Peter Honnen, Martin Schott (Krefeld), Harald Einig (Ochtendung) (spätestens Mai 2007): Heiermann. (Memento des Originals vom 12. Mai 2012 im Internet Archive)  Info: Der Archivlink wurde automatisch eingesetzt und noch nicht geprüft. Bitte prüfe Original- und Archivlink gemäß Anleitung und entferne dann diesen Hinweis. Rheinisches MitmachWörterbuch (abgerufen am 25. Juli 2010)